# 知多市立知多中学校
知多市立知多中学校(ちたしりつ ちたちゅうがっこう)は、愛知県知多市にある公立中学校。

## 概要
知多市立知多中学校は、知多市立岡田小学校、知多市立旭北小学校地区の生徒が通う公立中学校である。

### 学級(2024年度)
この項目では、知多中学校の学級(クラス)について紹介する。

#### 普通学級
- 第3学年 5学級
- 第2学年 6学級
- 第1学年 6学級

#### 特別支援学級
全4学級

### 委員会
この項目では、知多中学校の委員会について紹介する。
- 生活委員会

服装･通学･所持品や、日常の生活行動などを観察し、指導する。
- 保健委員会

厚生･保健･衛生に関したことを行う。
- 情報委員会

校内放送の企画･運営、ニュースの掲示などを行う。
- 図書委員会

図書の購入･管理･貸し出し、その他図書に関することを行う。
- 運動委員会

運動行事の企画運営や運動場、施設、備品の管理をする。
- 安全委員会

自転車の車体検査、安全走行、正しい歩行など安全思想の啓発を図る。
- 美化委員会

校内の美化や、環境設備に関した仕事をし、清掃道具の管理をする。
- 緑化委員会

校内の緑化に努める。
- 給食委員会

学校給食に関した事を行い給食衣等の管理に努める。
- 福祉委員会

海外支援活動や各種募金活動を推進し、人権尊重思想の啓発を図る。
- 学年委員会

行事の企画、運営したり、目標を立てるなどして、学年と学級の意識の改善と向上に努める。学年の団結力と生徒の自主性の向上のため、目標を設定し、実践に努める。

### 部活動
この項目では知多中学校の部活動について紹介する。なお、()内はその部活動に所属できる性別である。
知多中学校の部活動は、野球部(男)、陸上部(男女)、サッカー部(男)、水泳部(男女)、テニス部(女)、男子バスケットボール部(男)、女子バスケットボール部(女)、卓球部（男）、剣道部(男女)、柔道部(男女)の運動部10部と、
吹奏楽部(男女)、文化文芸部(男女)、パソコン部(男女)の文化部3部からなる。

## 沿革
- 1947年（昭和22年）4月1日 - 岡田町立岡田中学校・旭村立旭中学校がそれぞれ創立。
- 1952年（昭和27年）4月1日 - 旭村が町制施行して旭町となったことに伴い、旭町立旭中学校に改称。
- 1955年（昭和30年）4月1日 - 八幡町・岡田町・旭町が合併して知多町となったことに伴い、知多町立岡田中学校・知多町立旭中学校にそれぞれ改称。
- 1958年（昭和33年）10月1日 - 岡田・旭の両中学校が統合し、知多町立知多中学校を設置（岡田・旭の2カ所に教場が設けられる）。
- 1960年（昭和35年）11月9日 - 新校舎へ移転する。
- 1970年（昭和45年）4月7日 - 市制施行に伴い、知多市立知多中学校に改称。
- 1979年（昭和54年）4月1日 - 同校から独立・分離し、知多市立旭南中学校を新設。

## 周辺
- 知多郵便局
- ミニストップ
- 知多市立旭北小学校
- 知多市立中央図書館